# Rudolec
Rudolec, bis 1946 Německý Rudolec (deutsch Deutsch Rudoletz, auch Rudoltz, Rudolfs, Teitsch Rudoletz, Teutsch Rudoletz) ist eine Gemeinde in Tschechien. Sie liegt acht Kilometer östlich von Polná und gehört zum Okres Žďár nad Sázavou.

## Geographie
Das mährische Dorf Rudolec befindet sich in den Arnolecké hory, einem Teil der Böhmisch-Mährischen Höhe im Quellgebiet des Bohdalovský potok. Westlich des Ortes führte die historische Landesgrenze zu Böhmen entlang. Im Norden erhebt sich der Blažkov (693 m), südöstlich die Křivá (661 m) und im Süden der Sádek (698 m). Gegen Osten erstreckt sich ein Teichgebiet bis Bohdalov.
Nachbarorte sind Sirákov im Norden, Újezd im Nordosten, Bohdalov im Osten, Starý Telečkov und Chroustov im Südosten, Arnolec im Süden, Stáj im Südwesten, Janovice und Milov im Westen sowie Samotín, Skrýšov und Poděšín im Nordwesten.

## Geschichte
Das Gebiet von Rudolec lag in den Wäldern an der Grenze der Besitzungen des Přibyslav von Křižanov und des Klosters Třebíč. Die Besiedlung der Gegend und die Gründung von Rudolec erfolgte zu Beginn des 14. Jahrhunderts durch die zum Kloster gehörige Propstei Měřín. Als Lehnsmänner des Klosters kolonisierten die Vladiken von Schabart das Gebiet. Ihr Wirken ist seit 1363 schriftlich belegt. Die Schabart lösten sich bald aus der Abhängigkeit vom Kloster los und erweiterten ihren Besitz durch Ankauf umliegender Herrschaften.
Die erste urkundliche Erwähnung von Rudolze erfolgte erst 1420, als Nikolaus Schabart von Rudolze seiner Frau Anna von Donin die Einnahmen aus dem Dorf zuschreiben ließ. Der Ortsname leitet sich vom deutschen Namen Rudolf ab. Im Sinne von Rudoltz (Rudolfs), Dorf im Besitz des Rudolf. Seit 1480 ist die Existenz einer Feste und einer herrschaftlichen Mühle in Rudolze nachweisbar. Im Jahre 1552 bestand eine Brauerei und seit 1588 gehörte zum Hof Rudolze auch ein Baumgarten und ein Hopfengarten. Anna von Rudolze überließ ihren Söhnen Beneš, Ctibor und Diviš am 25. Februar 1510 das Waldstück zwischen Rudoletz und Bohdalov. Später erwarb Beneš Krčma von Koněpas den Besitz. Bei ihm kauften sich die Dörfer Rudoletz, Chroustov, Kyjov und Arnolec für 50 meißnische Gulden vom Heimfall frei.
1553 erwarb der Pardubitzer Kreishauptmann Wenzel Chraustenský von Malowar (tschech. Chroustenský z Malovař) die Herrschaft Deutsch Rudoletz und kaufte noch Wollein, Mezeříčko und Jámy hinzu. Nach seinem Tode erfolgte eine Erbteilung zwischen seinen Söhnen Johann und Raphael. Letzterer erhielt Myslibořice, Johann übernahm Deutsch Rudoletz, Wollein, Mezeříčko und Jámy. Seit 1566 wurden Grund- und Waisenbücher geführt. Im Urbar von 1616 sind für Deutsch Rudoletz neben dem Herrenhof und einer Metzgerei 33 Wirtschaften aufgeführt. Nach der Schlacht am Weißen Berg wurden 1620 die Güter von Peter Raphael Chraustenský konfisziert.
1623 kaufte Rambold XIII. von Collalto die Herrschaft für 68.000 mährische Gulden. Die Grafen Collalto machten Czerna zu ihrem Sitz und schlossen die Herrschaft Deutsch Rudoletz an Czerna an. 1637 bestanden in Deutsch Rudoletz nur noch 16 Wirtschaften und 1679 wurden nur noch neun bewirtschaftet. Zwischen 1740 und 1742 wurde das Dorf wiederum von Kriegsvolk geplündert.
Die zu einem Familienfideikommiss vereinigten Herrschaften Deutsch Rudoletz, Czerna und Pirnitz fielen im 18. Jahrhundert einer jüngeren Linie des Hauses zu. Diese hielt den Besitz bis zur Enteignung im Jahre 1945. 1725 ließ die Herrschaft nordöstlich des Blažkov unweit der Landesgrenze am Wegekreuz von Sirákov nach Újezd und von Rudolec nach Matějov ein Gasthaus errichten, das bis zum Ende des 19. Jahrhunderts bestand. Im Jahre 1752 bestanden in Deutsch Rudoletz 13 Anwesen.
Nach der Ablösung der Patrimonialherrschaften bildete Německý Rudolec / Deutsch Rudoletz ab 1850 eine Gemeinde in der Bezirkshauptmannschaft Neustadtl. Insgesamt hatte die Gemeinde zu dieser Zeit eine Fläche von 415,48 Hektar Feldern. Pächter des Schlossgutes war zunächst die Familie Fischer und danach Karl Zámeček auf Pánov bei Stecken. 1907 entstand die Verbindungsstraße nach Janovice. Im Zuge der Bodenreform wurde der Großgrundbesitz 1923 parzelliert. Nach dem Zweiten Weltkrieg wurden die Grafen Collalto enteignet. Im Jahre 1949 erfolgte die Zuordnung zum Okres Žďár nad Sázavou.

## Gemeindegliederung
Für die Gemeinde Rudolec sind keine Ortsteile ausgewiesen.

## Sehenswürdigkeiten
- Schloss Rudolec, in der zweiten Hälfte des 16. Jahrhunderts ließ sich Johann Raphael Chraustenský von Malowar anstelle der Feste ein Renaissanceschloss mit Turm und Annenkapelle errichten. Unter den Grafen Collalto wurde 1725 Ausbesserungen und zwischen 1734 und 1735 größere Umbauten vorgenommen. Im 19. Jahrhundert entstand ein englischer Park. Nach Ende des Zweiten Weltkrieges erfolgte die Enteignung der Familie Collalto. Weitere Umbauten erfolgten in den 1980er Jahren. Dabei wurde die Schlosskapelle beseitigt. Zuletzt diente es als Rehabilitationszentrum. Derzeit ist es ungenutzt und unzugänglich.
- Kapelle der hl. Anna, 1994 fertiggestellt und geweiht
- Kapelle des hl. Johannes von Nepomuk an einem Aussichtsplatz an der Straße nach Stáj